# الحب والسرقة ومشاكل أخرى (فلم)
الحب والسرقة ومشاكل أخرى هو فيلم درامي فلسطيني صدر عام 2015 من إخراج المخرج الفلسطيني مؤيد عليان، وبطولة كامل الباشا ومايا أبو الحيات.

## العرض
عُرض فيلم الحب والسرقة ومشاكل أخرى لأول مرة في 6 فبراير (فبراير) عام 2015 خلال فعاليات الدورة الخامسة والستين من مهرجان برلين الدولي للسينما ضمن مسابقة أفلام البانوراما. عرض الفيلم بعد ذلك في فلسطين، ثُم توالي عرضه في العديد من مدن وبلدان العالم مثل تونس والقاهرة وباريس.

## القصة
تدور أحداث فيلم الحب والسرقة ومشاكل أخرى حول شاب فلسطيني يدعى موسى يقيم بأحد مخيمات اللاجئين الفلسطينيين في الضفة الغربية ويعمل مع والده بحرفة البناء في الأراضي المحتلة. يسرق موسى سيارة إسرائيلية ويذهب ليبيعها في مخيم اللاجئين الذي يقطنه في الضفة الغربية، ولكنه يعدل عن ذلك حين يكتشف وجود جندي إسرائيلي اختطفته إحدى فصائل المقاومة الفلسطينية مُخبأً داخل الصندوق الخلفي للسيارة فتتبدد آماله في كسب المال من بيع السيارة كي يتمكن من دفع رشوة للحصول على تأشيرة للخروج من فلسطين كأحد الرياضيين، ويصبح بدلًا من ذلك مهددا ومطاردًا من السلطات الإسرائيلية وفصيل المقاومة الفلسطينية الذي دبر عملية اختطاف الجندي للاستفادة منه في عملية تبادل للأسرى في سجون الاحتلال.

## طاقم العمل

### الممثلون
- سامي متواسي: في دور موسى.
- رياض سليمان: في دور آفي.
- رمزي مقدسي: في دور كمال.
- كامل الباشا: في دور المحقق.
- مايا أبو الحيات: في دور منال.
- حسين نخلة: في دور والد موسى.

### الكتابة
- رامي موسى عليان: كتابة القصة.
- مؤيّد عليان: كتابة السيناريو والحوار.

### الإخراج
- مؤيّد عليان: المخرج.

## الإنتاج
يُعتبر فيلم حب وسرقة ومشاكل أخرى هو الفيلم الروائي الطويل الأول في مسيرة المخرج مؤيد عليان، والذي اشترك في تأليفه وكتابة السيناريو والحوار له مع شقيقه رامي موسى عليان وأنتجاه من خلال شركة بال سيني برودكشن للإنتاج السينمائي والفني، ثم تولت شركة ماد سوليشن توزيعه في أنحاء الوطن العربي.

## التصوير
تم تصوير الفيلم في عدد من المواقع في مدينة بيت لحم في الضفة الغربية بفلسطين، واختار المخرج مؤيد عليان لفيلمه الروائي الطويل الأول أن يكون بالأبيض والأسود لكي يعبر عن الواقع المرير والحياة المؤلمة التي يعيشها الفلسطينيون في الأراضي المحتلة.

## المهرجانات
شارك الفيلم في العدد من المهرجانات السينمائية والثقافية حول العالم كان من أهمها مهرجان برلين السينمائي الدولي في 6 فبراير (شباط) عام 2015، ومهرجان سفر السينمائي الذي ينظمه المركز العربي البريطاني في لندن في 15 سبتمبر (أيلول) 2016.